# Тарасенко, Павел Павлович
Тарасенко Павел Павлович (родился 29 января 1948 года, город Александровск-Сахалинский, Сахалинская область) — российский военачальник пограничных войск, генерал-полковник (17 февраля 1999).

## На военной службе
На службе в Пограничных войсках КГБ при Совете Министров СССР с 1967 года. Окончил Алма-Атинское высшее пограничное командное училище КГБ СССР в 1971 году. С 1971 года служил в 6-м Гдынском погранотряде Северо-Западного пограничного округа: заместитель начальника пограничной заставы по политчасти, с 1972 по 1975 – начальник погранзаставы.
Окончил Военную академию имени М. В. Фрунзе в 1978 году. С 1978 года служил в Закавказском пограничном округе: заместитель начальника штаба 10-го Хичаурского пограничного отряда, с 1980 – начальник штаба 41-го Нахичеванского пограничного отряда. С марта 1982 года был начальником 41-го и 44-го Ленкоранского пограничных отрядов. С октября 1989 года был заместителем начальника штаба Закавказского пограничного округа, с декабря 1991 года – заместителем командующего этим округом, а затем первым заместителем командующего им же. В эти годы участвовал в локализации армяно-азербайджанского межнационального конфликта, в ликвидации последствий Спитакского землетрясения, в выводе российских пограничников из Закавказья на Северный Кавказ.
С ноября 1993 года служил начальником штаба - первым  заместителем командующего войсками Северо-Кавказского пограничного округа. С мая 1994 года -  начальник штаба - первый заместитель командующего войсками Кавказского особого пограничного округа.
С мая 1995 года являлся командующим Группой пограничных войск Российской Федерации в Таджикистане. Участник гражданской войны в Таджикистане. С марта 1998 года — начальник Тихоокеанского регионального управления Федеральной пограничной службы РФ. В 2004 году генерал-полковник П. П. Тарасенко уволен в запас.

## Политическая деятельность
После окончания службы в армии работал советником губернатора Приморского края С. М. Дарькина. В 2007 году баллотировался в депутаты Государственной Думы от Приморского края по спискам партии «Единая Россия», не был избран. С декабря 2009 года являлся депутатом Городской думы Владивостока, входил в состав комитета по социальной политике и делам ветеранов.
С 1 апреля 2010 года стал вице-мэром Владивостока. Осуществлял руководство над деятельностью административно-территориальных управлений и административных комиссий в районах города, а также занимался реализацией политики в сфере защиты потребителей. В середине октября 2011 года подал в отставку. В 2012 году, будучи членом Президиума Регионального политического совета Приморского регионального отделения партии «Единая Россия», по собственному желанию покинул партию «Единая Россия», обвинив руководство её Приморского отделения в бездеятельности. В 2014-2017 годах – член Общественной палаты Приморского края от Законодательного собрания края. Живёт во Владивостоке.

## Награды
- Орден «За военные заслуги»
- Орден Красной Звезды
- Медали
- Орден Дружбы (Таджикистан)
- Заслуженный пограничник Российской Федерации (2001)
- Почётный пограничник 41-го погранотряда Северо-Кавказского регионального управления ФПС России